# Энритон, Генрих Фридрихович
Генрих Фридрихович Энритон (Нотман; 1889 — ?) — российский театральный режиссёр.
Ученик Всеволода Эмильевича Мейерхольда. Театральный режиссёр 20—30-х гг. в Ленинграде.
Работал с Авловым, режиссёром Константином Тверским, художником Елизаветой Якуниной, Левиным, Баньковским и другими.

## Сценография

### Театр строителей
- «Любовь под вязами» Ю. О’Нила (1927)

### Красный театр
- «Холщовые штаны» (1928)

### Театр ЛГСПС
- «Мы сами» Голичникова и Папаригопуло

### Санкт-Петербургский театр музыкальной комедии
- 1938 — «Свадьба в Малиновке (оперетта)» Бориса Александровича Александрова
- 1939 — «Последний бал» оперетта В. Желобинского
- 1940 — «Катерина» (Солдатская жёнка) оперетта Н. Тимофеева